# Square Juliette-Dodu
Le square Juliette-Dodu est un espace vert du 10e arrondissement de Paris.

## Situation et accès
Le square est accessible par la rue Juliette-Dodu et par la rue Sambre-et-Meuse.
Il est desservi par la ligne 2 à la station Colonel Fabien.

## Historique

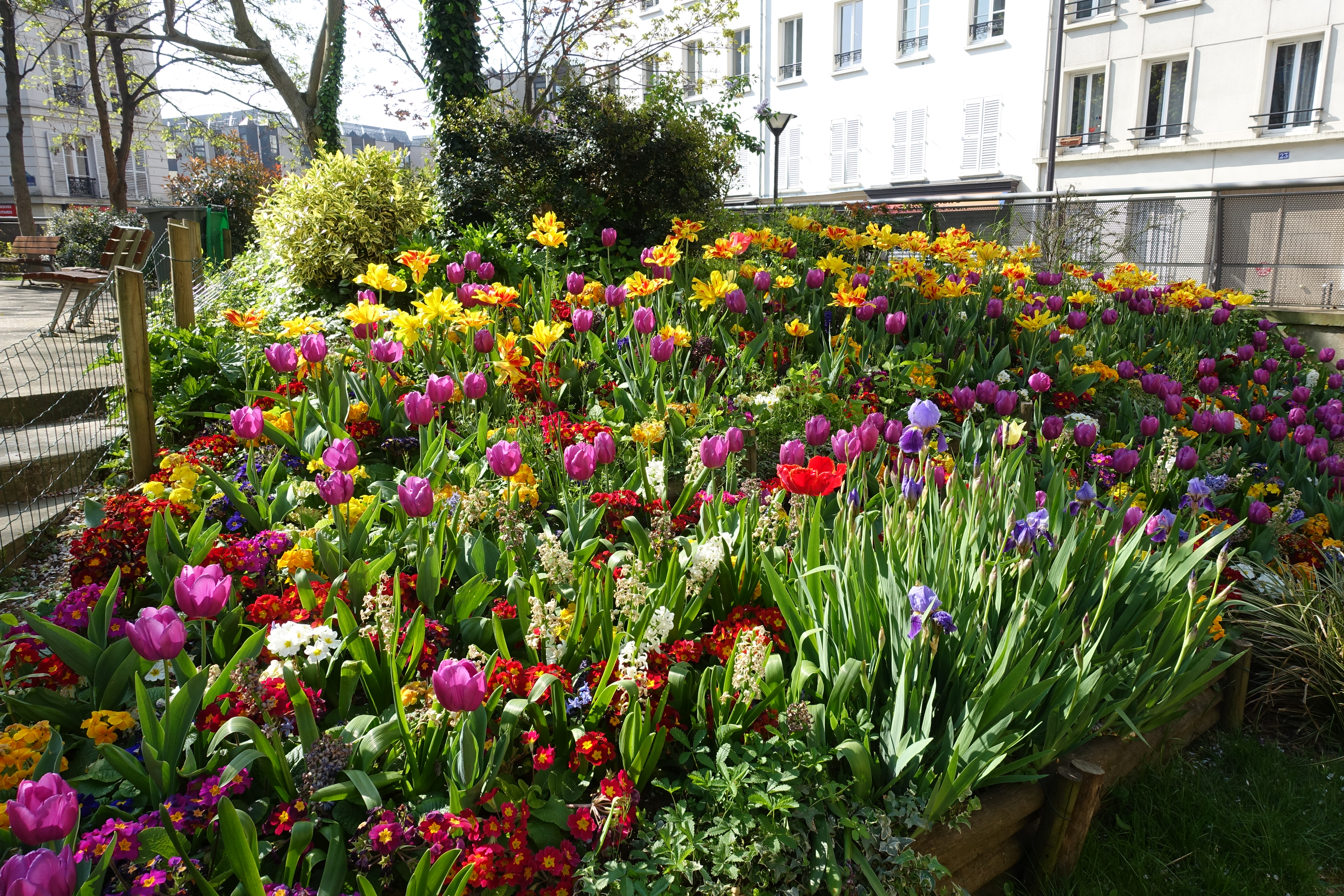